# Wägitalersee
Le Wägitalersee est un lac artificiel situé dans le canton de Schwytz, en Suisse.

## Géographie
Sa superficie est d'environ 4,18 km2 et sa profondeur maximale est de 65 m.

## Histoire
Le barrage a été achevé en 1924. La mise en eau submergea une partie du village d'Innerthal dont l'église et l'école du village. Certaines fermes furent entièrement déplacées. Pendant quelques années le barrage a été le plus haut du monde .